# Trilophosauria
A Trilophosauria az archosaurusokhoz kapcsolódó diapsida hüllők csoportja, amely a kora triász időszakban élt Észak Amerikában.

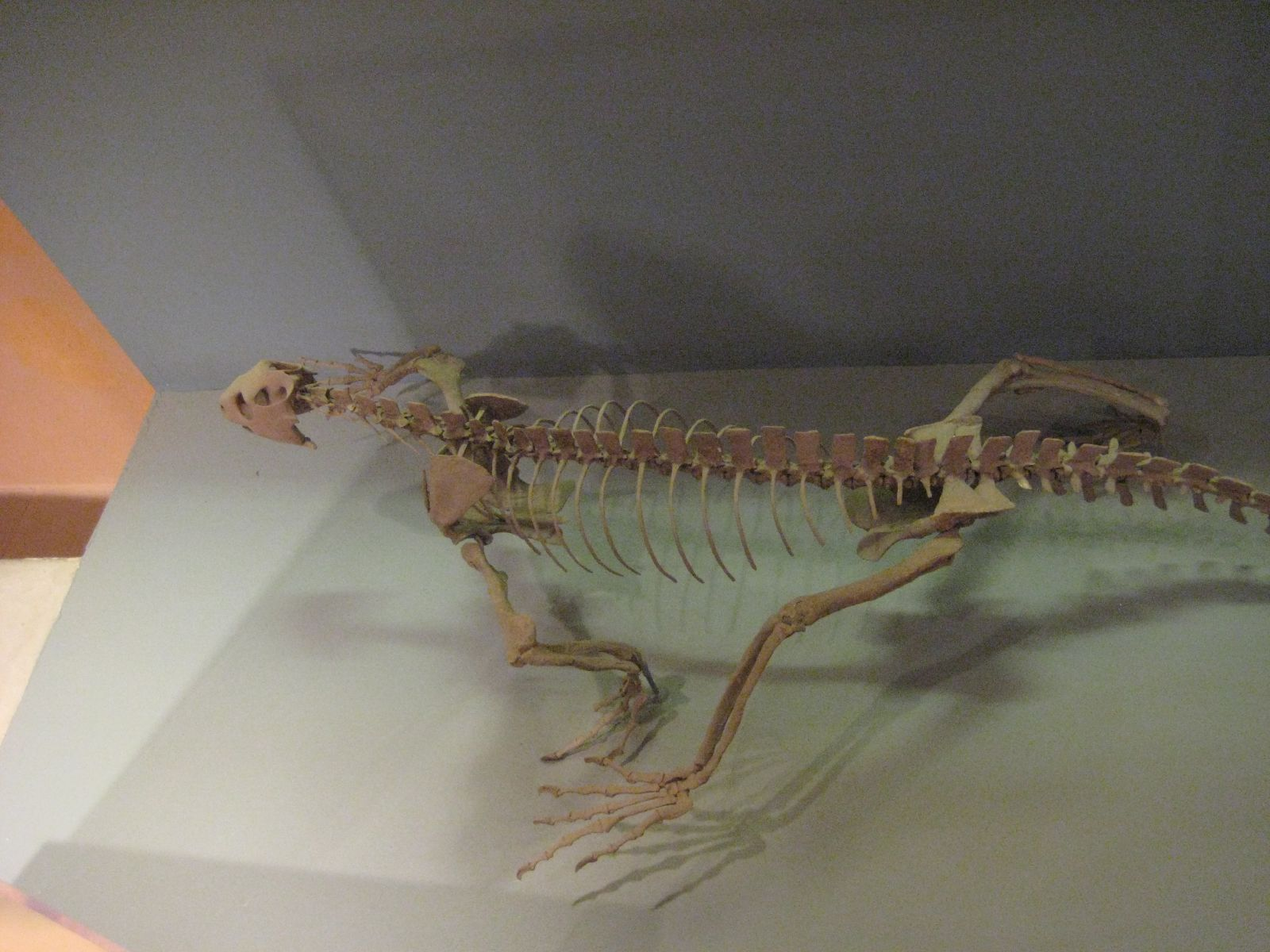
A Trilophosaurus buettneri

Legismertebb neme a Trilophosaurus, egy 2,5 méter hosszúságú növényevő. Rövid, rendszerint nehéz felépítésű koponyával rendelkezett, melyhez súlyos, széles, éles vágófelületekkel ellátott lapos pofarész tartozott, amit a durva növények darabolására használhatott. A fogak hiányoznak a premaxilláról és az állkapocs elejéről, ahol feltehetően egy szarucsőr helyezkedett el.
A koponya azonban szokatlan, mivel hiányzik róla az alsó temporális nyílás (fenestrae), amitől az euryapsidákéra emlékeztet. A trilophosaurusokat eredetileg a placodontákkal és a sauropterygiákkal együtt osztályozták.

## Fordítás
- Ez a szócikk részben vagy egészben  a   Trilophosaur című angol Wikipédia-szócikk ezen változatának fordításán alapul.  Az eredeti cikk szerkesztőit annak laptörténete sorolja fel. Ez a jelzés csupán a megfogalmazás eredetét és a szerzői jogokat jelzi, nem szolgál a cikkben szereplő információk forrásmegjelöléseként.

## Külső hivatkozások
- Archosauromorpha: Rhynchosauria – Rhynchosaurs and Trilophosaurus'. [2006. március 13-i dátummal az eredetiből archiválva]. (Hozzáférés: 2008. október 31.)